# Terremoto del reatino del 1298
Il terremoto del Reatino del 1298 fu un sisma che si verificò in Italia centrale nel 1298 e interessò principalmente i territori di Rieti e Spoleto. Insieme al terremoto del 1898, si tratta dell'evento più distruttivo nella storia sismica di Rieti tra quelli con epicentro locale.

## Eventi
Si ha notizia del terremoto grazie al resoconto di numerosi storici contemporanei e non: l'avvenimento viene citato da Giovanni Villani, Bernardo Gui, Platina, Panvinio e Chacón; in particolare è menzionato in molte fonti storiche dai biografi dei pontefici per via del coinvolgimento di papa Bonifacio VIII.
Tuttavia, come per la maggior parte dei terremoti antichi, sono scarsamente documentate le conseguenze e i danni provocati.
La scossa principale si verificò probabilmente il 1º dicembre 1298, anche se altre fonti riportano date diverse come il 20 novembre o il 10 novembre. Ebbe epicentro sui Monti Reatini, tra i centri di Leonessa (RI) e Polino (TR). Fu preceduta il 30 novembre da una scossa di minore intensità (magnitudo 4,4) con epicentro a Rieti e fu seguita da forti repliche che durarono per circa sei mesi; secondo le cronache dell'epoca le scosse di assestamento erano così forti da sbattere a terra le persone.
Leonessa fu una delle città più gravemente colpite: crollarono numerosi edifici, tra cui la chiesa e il convento di San Francesco (odierna sede del Museo Civico). Conseguenze gravissime si ebbero anche a Poggio Bustone, dove furono registrati danni pari al IX-X grado della scala Mercalli: secondo le cronache dell'epoca, il paese «fu rovinato dalle fondamenta» e morirono 150 persone.
Il castello di Vetranola, nei pressi di Monteleone di Spoleto, fu completamente raso al suolo e dovette essere abbandonato. Nel 1302 il borgo fu ricostruito, ma si scelse di riedificarlo in posizione diversa, nella speranza di renderlo meno vulnerabile ai terremoti (la speranza fu però vana: l'abitato sarà nuovamente distrutto, stavolta definitivamente, nel terremoto del 1328).
A Rieti e a Spoleto il terremoto provocò gravi danni, pari all'ottavo grado della scala Mercalli. A Rieti molti edifici crollarono ed altri furono danneggiati gravemente, in particolare il Palazzo Papale e le torri. I segni delle riparazioni effettuate in seguito al terremoto sono ancora oggi visibili su Palazzo Potenziani.
Un illustre testimone del sisma fu Papa Bonifacio VIII, che in quel momento si trovava a Rieti (la città era stata più volte sede papale durante il XIII secolo). Le cronache del tempo riportano che, al momento della scossa, il pontefice stesse celebrando messa in Cattedrale e che fu tanto spaventato da fuggire per la campagna in modo ben poco onorevole, con i paramenti sacri ancora indosso. Il papa fu costretto a rifugiarsi in una tenda da campo, allestita nel chiostro del convento dei Domenicani.
Il terremoto, come anche la contemporanea apparizione di una grande cometa, fu considerato dall'opinione pubblica dell'epoca una punizione divina nei confronti di Bonifacio VIII, che in quegli anni stava conducendo una sanguinosa lotta per il potere contro i Colonna, e un segno di future sventure personali.
In seguito al sisma, lo stesso pontefice promosse in prima persona una serie di interventi per la ricostruzione e il consolidamento degli edifici danneggiati a Rieti. Tra questi, si ricorda l'Arco di Bonifacio VIII, edificato per consolidare il vicino Palazzo Papale.
Il terremoto provocò danni anche a Subiaco e fu avvertito fino alle Marche, a Verona, a Forlì e a Roma. A Todi, per paura del terremoto, la maggior parte della popolazione abbandonò le città rifugiandosi nelle campagne.
Il terremoto provocò globalmente moltissime vittime anche se il numero totale non è noto.